# Organisation Todts virksomhed i Norge
Organisation Todt (OT), det nationalsocialistiske Tysklands halvmilitære udbygningsorganisation, var bygherre for blandt andet fæstningsanlæg, lufthavne, veje og fabrikker for letmetal-produktion i Norge under den tyske besættelse af Norge 1940–1945. Baggrunden for den omfattende anlægsaktivitet i Norge var Hitlers frygt for De Allieredes landgang. Organisation Todt havde et stort behov for arbejdskraft til at gennemføre sine opgaver; krigsfanger, tvangsarbejdere, norske arbejdere og norske firmaer var arbejdsstyrken.

## Opgaver
Følgende opgaver var prioriteret: 
- Fæstningsanlæg med etablering af støttepunkter for infanteri og artilleri
- Vintersikker "riksvei 50" (E6) til Lakselv med forbindelse til den (daværende finske) Ishavsveien
- Flyvepladser
- Enkeltsporet jernbane fra Mo i Rana over Fauske/Narvik til Kirkenes
- Ubådstøttepunkter i Trondheim og Bergen samt tørdokker
- Udbygningsprogram for produktionen af letmetal

OT var en halvmilitær projektorganisation, der  1. april 1942 blev etableret i Norge med afdelingen Einsatzgruppe Wiking (EW) 1. april 1942, som fik ansvar for udbygningen af anlæg og infrastruktur i Norge (inkluderet Petsamo i det daværende Finland) og Danmark. Oberregierungsbaurat Willi Henne var organisationens leder.
OT var Norges største bygherre og arbejdsgiver, bortset fra Wehrmacht, helt frem til kapitulationen. I en tidlig fase, til 1941, blev OT omtalt som OT-Nord. Virksomheden blev stadig mere omfattende og EWs stab i Oslo bestod af 1 386 personer i april 1944.
I den første fase havde okkupationsmagten fokus på at udbygge forlægnings- og lagerkapaciteten. Senere fik også den generelle infrastruktur mere opmærksomhed. Blandt de langsigtede projekter var bygningen af veje og jernbaner i Syd-Norge, genopbygningen af Narvik havn og malmjernbane, genopbygningen af andre områder som var ødelagt af krigshandlingerne, samt udbygningen af Trondheim som marinebase. Einsatzgruppe Wiking overtog i sommeren 1942 udbygningsprogrammet for letmetalindustrien som havde vært organiseret under Nordag (Nordag var et foretagende under 2. verdenskrig, som havde til formål at udbygge aluminiumsindustrien i områder kontrolleret af Tyskland). Anlægssvirksomheden havde tre afdelinger: fæstnings-, jernbane og vejbygning. I 1944 havde de tre afdelinger henholdsvis 28 052, 19 866 og 5 074 arbejdere, totalt 52 992. Organisationen havde på dette tidspunkt til sammen 79 067 ansatte i Danmark og Norge.

## Fæstningsanlæg
De fem tungeste batterier lå udenfor Bergen (MAB Fjell: OT-byggeprojekt «FELIX»), Trondheim (MAB Örland: OT-byggeprojekt «OTTO»), Narvik (MAB Engelöy/"Dietl": OT-byggeprosjekt "ERICH"), Harstad (MAB Trondenes: OT-byggeprosjekt "THEO") og Kristiansand (MAB Kroodden, senere Vara: Ukendt om dette havde eget projektnavn). Det sidstnævnte batteri blev operativt i maj 1942, mens arbejdet fortsatte på alle de øvrige indtil de blev skuddklare i perioden april-september 1943.
I tillæg blev udbygningen af 5 forskellige torpedobatterier prioriteret i henholdsvis  Namsenfjorden (Torpedobatterie Ledangsholm), Trondheimsfjorden  (Torpedobatterie Hasselvik),  Kristiansund (Torpedobatterie Nordlandet), Molde (Torpedobatterie Julholmen) og  Aukra (Torpedobatterie Otteröy-Süd) i 1943. Samme år startede arbejdet på batteriet MAB Nötterö utenfor Tønsberg (OT-byggeprosjekt "NERO") og to nye torpedobatterier udenfor Bergen: Torpedobatterie Hjelte på øen Herdla og Torpedobatterie Raune på øen Lerøy) i kommunen Sund.
Fra den 30. september 1943 ble det imidlertid ikke bevilget cement eller forsyningstransport længere. Krigsudviklingen førte til at bygningen af fæstningsværker blev nedprioriteret og ressourcerne overførtes til vejbygning og noget tilbageførtes til Tyskland.
Totalt havde EW inden udgangen af 1944 bygget 535 bunkere af alle typer, 13 kanonstillinger for kaliber 28 cm eller højere, 9 torpedobatterier, 586 «Ringstände», 935 "Geschützbettungen und sonstige Kleinstände" og 378 Felshohlbauten. Da EWs befæstningsvirksomhet blev indstillet havde organisationen støbt totalt 672 546 m³ beton og brudt 291 456 m³ sten.

## Jernbaneanlæg
Norges Statsbaner havde før krigen beregnet at færdiggørelsen af Nordlandsbanen fra Fauske til Kirkenes alene ville kræve en arbejdsstyrke på 10 000 mand årlig i 13-14 år. De mest optimistiske tyske bud regnede med at der kunne indsættes   83 700 mann.
EW overtog ansvaret for jernbaneanlægget mellem Mo i Rana og Fauske i 1942. Tyske virksomheder skulle prioriteres. Disse fik efterhånden tildelt sovjetiske og andre tvangsarbejdere. se også  Polarbanen.
EW og de tyske firmaer udarbejdede planer for videreføring af jernbanelinjen fra Mo i Rana til Narvik. Strækningen blev inddelt i flere sektorer som blev tildelt forskellige tyske selskaber. Norske selskaber blev tildelt bygning af mindre kraftværker som skulle understøtte baneanlægget, støbning af bropiller og bygning af havnekajer. Også disse arbejder blev til dels gennomført med tvangsarbejdere. De norske selskaber klagde over at tvangsarbejdernes ydeevne var dårlig. I stedet for at kræve bedre forplejning for arbejderne fremmedes selskabernes krav om kompensation for udgifter som følge af forsinkelser.
Fra juli 1943 til april 1944 øgedes antallet af tvangsarbejdere på Nordlandsbanen fra 3 500 til 7 500. Ved kapitulationen blev antallet af fanger på Nordlandsbanen i tvangsarbejde anslået til ca. 8 000.

## Vejanlæg
Krigsvigtige veje, specielt riksvei 50, havde en høj prioritet. Efter krigen blev strækningen over Korgfjellet og mellem Rognan og Langset syd for Fauske kendt som Blodvejen på grund brugen af jugoslaviske, polske og sovjetiske krigsfanger.
I januar 1944 arbejdede 525 tyskere, 440 udlændinge, 3 730 krigsfanger og 4 070 norske arbejdere på vejanlæggene, og EW ønskede at indsætte yderligere 5 000 norske arbejdere i tillæg til 200 krigsfanger. Også et tysk firma med 70 stamarbejdere og 300 krigsfanger blev indsat i tillæg til de norske arbejdere som allerede var på plads.
550 mand fra den norske Arbeidstjenesten (Nasjonal Samlings Arbeidstjeneste (forkortet AT) var en samfundstjeneste organiseret af Nasjonal Samling) fuldførte strækningen  Elsfjord-Korgen, en 18,9 km lang vejstrækning mellem Førde og Florø som gav vejforbindelse mellem Florø og Eikefjord, fem broer blev  færdiggjort, mens forberedelser for endnu 49 nye broer blev planlagt.
Over Sennalandet (et fjeldområde i Kvalsund og Alta)  blev den 8 km lange snetunnel "Repparfjell" opført i treværk. Arbejdet blev hovedsagelig udført af sovjetiske fanger.

## Produktion af letmetal
I Berlin planlagde krigsmagten at syvdoble produktionskapaciteten for aluminium samtidig som der skulle startes en omfattende Oxidproduktion og i mindre grad magnesiumproduktion til den tyske flyindustri.
I maj 1941 blev der etableret to nye selskaber i Oslo for at realisere programmet. A/S Nordag skulle bygge oxidværket og elektrolysefabrikker flere steder rundt om i Norge. A/S Nordisk Lettmetall skulle anlægge produktionsanlæg på halvøen Herøya i kommunen Porsgrunn, med tilhørende krafværksudbygning i Mår-vassdraget i kommunen Tinn. Mens Nordags projekter tidligere blev forsinket, holdt Nordisk Lettmetall sine planer. Nordisk Lettmetall lå i IG Farbens sfære indtil Herøya blev bombet i juli 1943. Udbygningsansvaret blev da overført til EW.
23. november 1943 vedtog "Zentrale Planung" at priotere projekterne i Sauda og Årdal og lægge de øvrige til side.

## Knaphed på bygningsmaterialer
Norske selskaber som påtog sig byggeopgaver for EW, blev indlemmet i organisationen som en egen enhed. EW dirigerede indsatsfaktorer som råstof, byggematerialer og arbejdskraft.
Allerede  i efteråret 1940 blev det klart at den omfattende virksomhed ville skabe mangel på byggematerialer. Savværkene omkring Fredrikstad fik ordre til at kun  levere byggematerialer til okkupationsmagten. Importen af stål og valseprodukter til civilt brug blev skåret ned, mens norske importørerer blev brugt til at importere jern og stål til tyske formål.
7. februar 1941 blev det forbudt at bruge, sælge eller overdrage bygningsmaterialer uden en tilladelse fra Direktoratet for industriforsyning.